# Acrotério

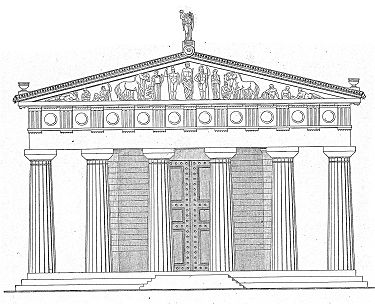
Templo de Zeus, com acrotério de figura humana no vértice do frontão e dois acrotérios com vasos nas laterais.

O acrotério, do grego elemento mais elevado, é um elemento ornamental utilizado na arquitectura, inicialmente na arquitectura da Antiguidade Clássica (grega e posteriormente romana), que também se pode encontrar em edifícios de estilo classicista em geral.
Este elemento é utilizado como coroamento decorativo do frontão do templo, tanto no seu vértice central como nos laterais (acrotérios angulares), podendo ser encontrado também em urnas funerárias e sarcófagos como resultado da tentativa de transposição da forma do templo para estas construções.
O acrotério é composto por um pedestal, originalmente uma placa circular e em terracota pintada, onde assenta o elemento decorativo, e foi assumindo com o tempo um enriquecimento na decoração escultórica. O mais comum é a decoração com elementos vegetais, nomeadamente palma ou folhas de acanto. No entanto também é possível encontrar escultura de vulto redondo (tridimensional, em oposição ao relevo) como vasos, animais fantásticos (grifos, esfinges) e até estatuetas de figura humana.

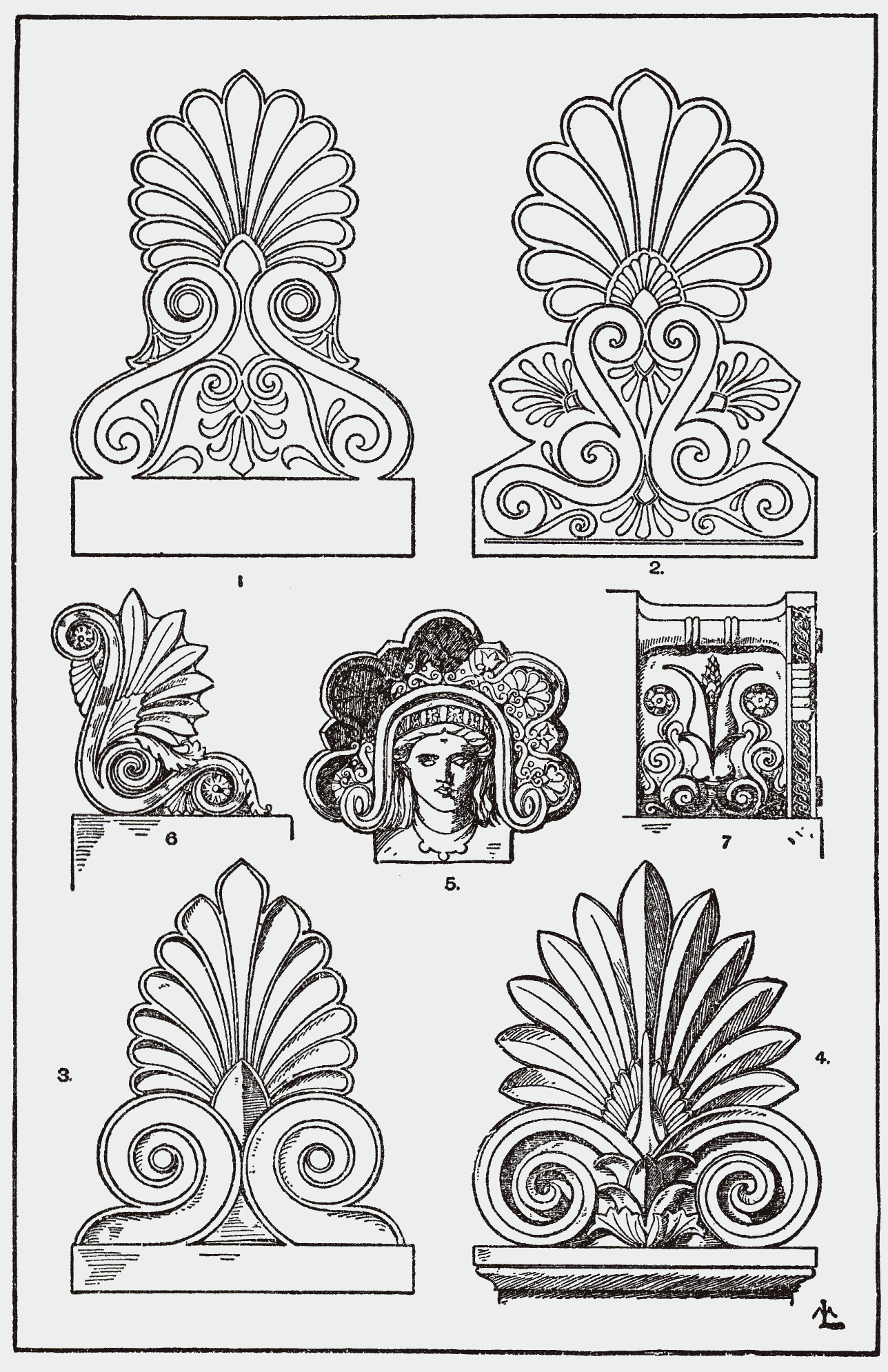
Números 1 a 4 (nas extremidades), decoração com palma. Livro de ornamentos de 1898.

Dependendo do material utilizado para a cobertura do templo, telhas ou lages de mármore, o acrotério é criado em terracota ou mármore respectivamente. 
Sendo que toda a parte superior da fachada do templo grego é colorida (embora a pintura tenha desaparecido com o tempo), o acrotério não é excepção, mesmo no caso de figuras escultóricas de maior porte. Em edifícios neo-clássicos, pelo contrário, estas decorações escultóricas mantêm a cor natural do material, consequência da imitação do estado actual dos edifícios da Antiguidade Clássica.
Ao ser transposto para edifícios revivalistas e classicistas, o acrotério passou a ser utilizado também na arquitectura profana (não religiosa), deixando de surgir somente em edifícios públicos, para ser utilizado um pouco por todas as tipologias arquitectónicas. Na variedade de elementos decorativos possíveis aparecem também a cruz, o obelisco e a voluta.